# نطاق ارتباط
نطاق الارتباط أو نطاق الربط (بالإنجليزية: Binding domain)‏ هو نطاق بروتين وظيفته الارتباط بذرة أو جزيء محدد مثل: الكالسيوم، الدنا أو أحد المستقبلات. نطاق البروتين هو جزء من تسلسل البروتين له بنية ثالثية ويمكن أن يتطور، يعمل، ويتواجد بشكل مستقل عن بقية سلسلة البروتين. عند الارتباط يمكن أن تخضع البروتينات لتغير بنيوي. نطاقات الارتباط ضرورية لوظيفة العديد من البروتينات، وهي أساسية لأنها تساعد في وصل، تجميع وترجمة البروتينات.
من الأمثلة على نطاقات الارتباط: أصبع الزنك الذي يرتبط بالدنا، ويد EF [الإنجليزية] الذي يرتبط بالكالسيوم.